# درك (علم الطبوغرافيا)

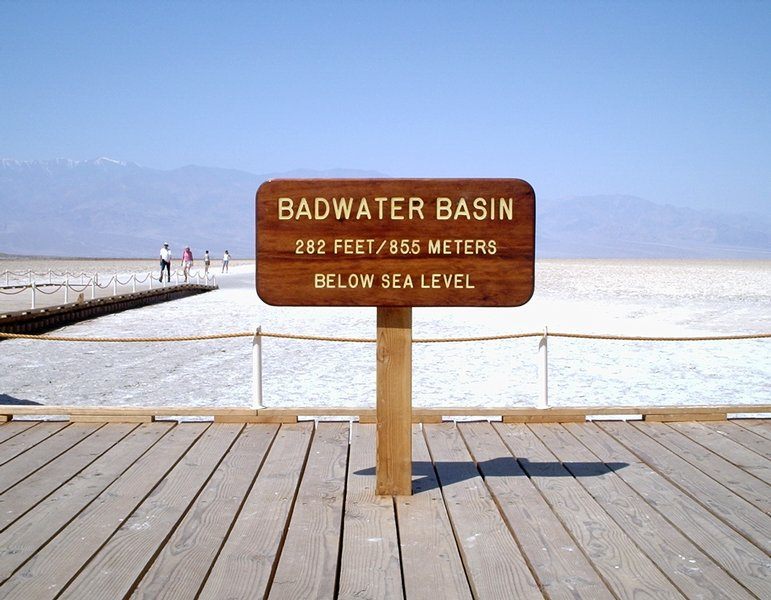
حوض بادووتر في وادي الموت، كاليفورنيا، درك قارة أمريكا الشمالية

في علم الطبوغرافيا، الدرك هو نقطة على سطح أقل في الارتفاع من كل النقاط المتاخمة لها. رياضيًا، يعتبر الدرك نقطة الارتفاع المحلية الصغرى. قد يكون الدرك أدنى نقطة في حوض جاف أو منخفض، أو أعمق نقطة في مسطح مائي أو نهر جليدي. وغالبًا ما يُطلق على درك المسطح المائي "عمق"، كما في نقطة العمق تشالنجر، وهو درك محيطات الأرض.